# Judith Hellwig
Pour les articles homonymes, voir Hellwig.
Judith Hellwig, née à Neusohl, (aujourd'hui Banska Bystrica en Slovaquie) le 19 août 1906 et morte à Vienne (Autriche) le 25 janvier 1993 est une cantatrice allemande puis tchécoslovaque (soprano).

## Biographie
C'est à l'opéra de Sarrebruck qu'elle fit ses débuts. En 1938, elle créa le rôle d'Ursule dans Mathis le peintre de Paul Hindemith à l'opéra de Zurich, ce qui lui apporta une renommée internationale. De confession israélite, Hellwig dut s'exiler aux États-Unis à l'approche de la 2eguerre mondiale, puis s'installa à Buenos Aires. De retour en Europe après la guerre, elle est engagée par le Théâtre Staatsoper de Vienne auquel elle resta attachée jusqu'en 1972.
Parmi ses autres rôles marquant, la voix du faucon dans La Femme sans ombre de Richard Strauss, que dirigea Karl Böhm en 1955. Elle fut aussi une grande Judith, très expressive malgré les efforts de diction hongroise qu'elle dut accomplir pour le rôle, dans  Le Château de Barbe-Bleue de Bartók (enregistrement - visible sur You Tube - de 1953, réalisé par Peter Bartók, fils du compositeur).